# حبحب (قرية)
حبحب هي قرية تقع في الجزء الشمالي الغربي من إمارة الفجيرة على بعد 85 إحدى مناطق إمارة الفجيرة في الامارات العربية المتحدة وهي ذات موقع متميز في منطقة مليئة بالوديان التي تعد من أخصب الوديان تربة وأكثرها وفرة بالمياة مثل وادي القلدي ووادي السقيل ووادي قظم، تمتد أراضيها الزراعية لمساحات كبيرة وتزرع فيها العديد من المزروعات والمحاصيل الزراعية.

## محيطها
تحيط بمنطقة حبحب سلسلة من الجبال الشاهقة ذوات الألوان المختلفة وكذلك السهول المنبسطه الفسيحة وأهمها سيح البانه وحميرا العلم. وترتبط منطقة حبحب بالفجيرة بطريق معبد يمر بالقرب من أذن الغيل والمنامة مروراً بالطريق الرئيسي الواصل بين الفجيرة ودبي وعند منطقة ثوبان. وتشتهر بوجود عيون المياه العذبة التي تتدفق طوال العام بين الجبال والأودية، كما تشتهر بكثرة أشجار النخيل والهامبا «المانجو» والسمر والأشخر وانتشار مزارع الخضراوات والفواكه بأنواعها، وبوجود الأفلاج القديمة التي استخدمها السكان قديماً وما زالوا حتى وقتنا الحاضر في ري المزروعات.

## سكانها

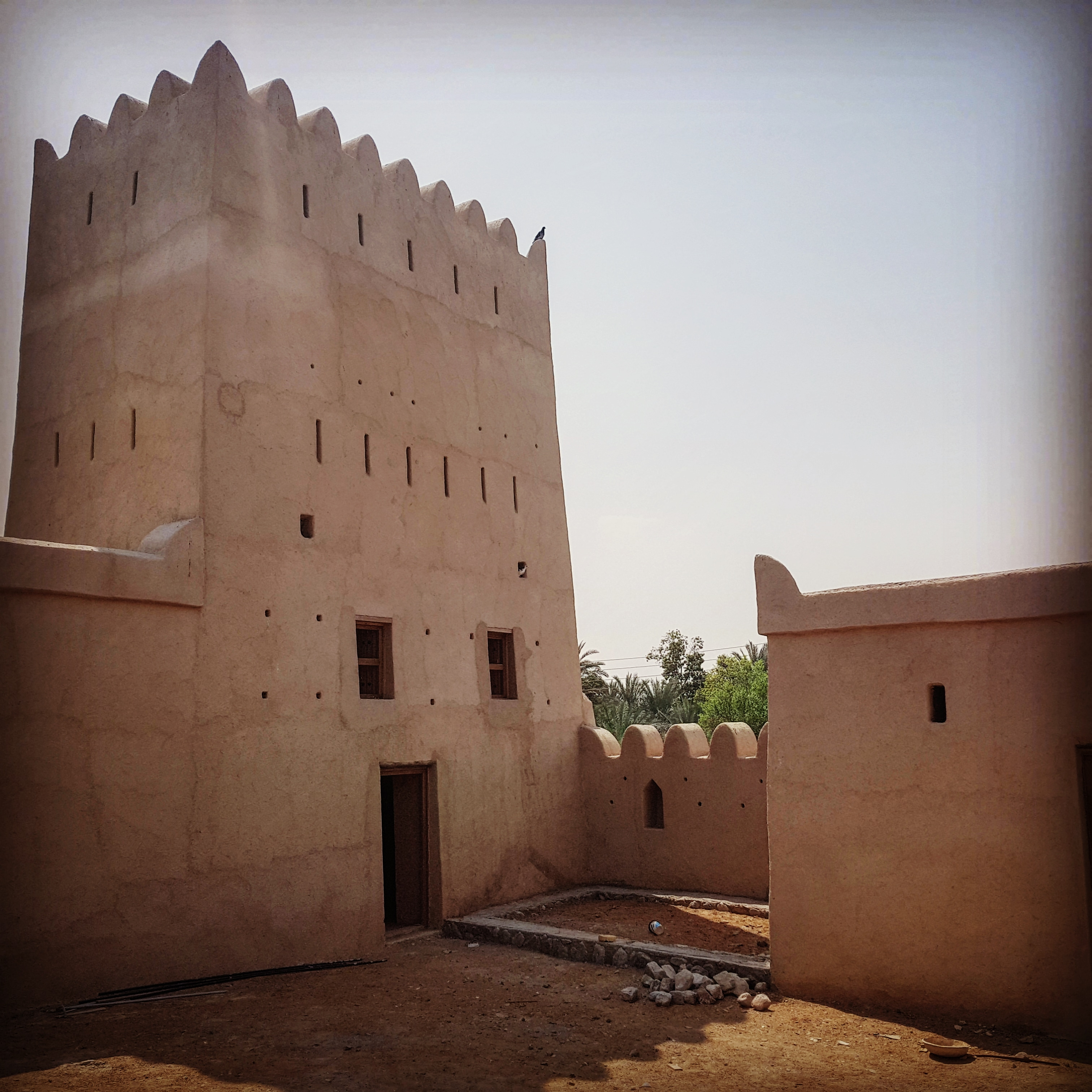
حصن حبحب

يبلغ عدد سكان حبحب حوالي 400 نسمة. يعيش أهل حبحب على الزراعة ومن أهم المحاصيل التي يزرعونها إضافة إلى النخيل الجت (البرسيم) والشعير والدخن وأنواع أخرى مثل الحشائش الخاصه بغذاء الحيوانات كما يعيشون على تربية المواشي بأنواعها.
نص علوي